# Justin Quenneville
Pour les articles homonymes, voir Quenneville.
Justin Quenneville (né le 2 mai 1982 à Montréal, Québec au Canada) est un joueur professionnel canadien de hockey sur glace.

## Carrière de joueur
Après quatre saisons passées dans les rangs universitaires américain, il se joignit à une équipe de la United Hockey League en 2004-2005. Il jouera dans cette ligue qu'une saison avant de passer à l'ECHL. À sa seule saison dans cette ligue, il jouera un peu plus d'une quarantaine de parties pour deux clubs. La saison 2006-2007 marqua enfin la stabilité pour ce joueur, il se joignit aux Rayz de Corpus Christi de la Ligue centrale de hockey. Il y évolue toujours et fut nommé capitaine de l'équipe au début de la présente saison.

## Statistiques
| Saison    | Équipe                                  | Ligue |    | Saison régulière | Saison régulière | Saison régulière | Saison régulière | Saison régulière |   | Séries éliminatoires | Séries éliminatoires | Séries éliminatoires | Séries éliminatoires | Séries éliminatoires |
| Saison    | Équipe                                  | Ligue | PJ | B                | A                | Pts              | Pun              | PJ               | B | A                    | Pts                  | Pun                  |                      |                      |
| 2000-2001 | Purple Knights de St. Michael's College | NCAA  | 24 | 11               | 15               | 26               | 8                | -                | - | -                    | -                    | -                    |                      |                      |
| 2001-2002 | Purple Knights de St. Michael's College | NCAA  | 22 | 12               | 4                | 16               | 24               | -                | - | -                    | -                    | -                    |                      |                      |
| 2002-2003 | Purple Knights de St. Michael's College | NCAA  | 26 | 21               | 26               | 47               | 58               | -                | - | -                    | -                    | -                    |                      |                      |
| 2003-2004 | Purple Knights de St. Michael's College | NCAA  | 27 | 15               | 25               | 40               | 38               | -                | - | -                    | -                    | -                    |                      |                      |
| 2004-2005 | Riverdogs de Richmond                   | UHL   | 2  | 0                | 0                | 0                | 0                | -                | - | -                    | -                    | -                    |                      |                      |
| 2004-2005 | River Otters du Missouri                | UHL   | 57 | 17               | 19               | 36               | 57               | 6                | 4 | 0                    | 4                    | 2                    |                      |                      |
| 2005-2006 | Condors de Bakersfield                  | ECHL  | 8  | 1                | 3                | 4                | 4                | -                | - | -                    | -                    | -                    |                      |                      |
| 2005-2006 | RoadRunners de Phoenix                  | ECHL  | 39 | 11               | 15               | 26               | 52               | -                | - | -                    | -                    | -                    |                      |                      |
| 2006-2007 | Rayz de Corpus Christi                  | LCH   | 63 | 31               | 43               | 74               | 143              | 12               | 4 | 3                    | 7                    | 16                   |                      |                      |
| 2007-2008 | Rayz de Corpus Christi                  | LCH   | 47 | 26               | 30               | 56               | 80               | -                | - | -                    | -                    | -                    |                      |                      |
| 2008-2009 | IceRays de Corpus Christi               | LCH   | 60 | 21               | 46               | 67               | 115              | 3                | 1 | 1                    | 2                    | 19                   |                      |                      |
| 2009-2010 | IceRays de Corpus Christi               | LCH   | 64 | 18               | 40               | 58               | 58               | 2                | 0 | 1                    | 1                    | 2                    |                      |                      |

## Trophées et honneurs personnels
- 2010 : man of the year de la Ligue centrale de hockey